# Atlantis Princess
Albums de BoA
Valenti
(2003) Next World
(2003)
Atlantis Princess est le 3e album coréen de BoA. L'album débute à la première place du Top 50 mensuel coréen.

## Liste des titres
Les singles sont en gras
1. "Time to Begin"
2. 아틀란티스 소녀 ("Atlantis Princess")
3. 나무 ("Tree")
4. "Milky Way"
5. 천사의 숨결 ("Beat of Angel")
6. 선물 ("Gift")
7. 이런 내게 ("Where are You")
8. 단념 ("Make a Move")
9. 사랑해요 ("So Much in Love")
10. 남겨진 슬픔 ("Endless Sorrow")
11. "The Show Must Go On"
12. 서울의 빛 ("The Lights of Seoul")
13. "The Lights of Seoul"

## Historique des ventes
- Mai : 2003: #1- 127.887
- Juin : #1- 124.747 (252.634)
- Juillet : #5- 43.415 (296.049)
- Aout : #12- 26.386 (322.435)
- Septembre : #14- 13.732 (336.167)
- Octobre : #42- 3.925 (340.092)
- Novembre : #46- 2.960 (343.052)

Atlantis Princess termine à la cinquième place des meilleures ventes d'album de l'année 2003 en Corée du Sud avec 345 313 exemplaires écoulés. Les ventes mondiales sont estimées à 595 000 exemplaires.